# حالت نرم
حالت نرم (به انگلیسی: Soft state) در علم رایانه، حالتی مفید، اما نه لازم، برای اثربخشی است، به این دلیل که هر گاه نیاز بود می‌توان آنرا بازسازی یا جایگزین نمود. این اصطلاح اغلب در مهندسی پروتکل شبکه استفاده می‌شود.

## کاربرد
حالت نرم عمدتاً در خصوص اطلاعاتی به کار می‌رود که گاه به گاه منقضی می‌شوند (از بین می‌روند)، مگر اینکه تجدید شوند، که این ویژگی به پروتکل‌ها اجازه می‌دهد تا از خطاها در برخی سرویس‌ها بهبود یابند. این اصطلاح توسط دیوید دی کلارک در توصیف پروتکل‌های اینترنتی آزانس پروژه‌های تحقیقاتی پیشرفته دفاعی (DARPA) ابداع شده‌است.
در حالی که پروتکلهای حالت نرم به‌طور کلی در برابر پروتکل‌های به خوبی طراحی شده «حالت سخت» اثربخشی کمتری دارند، در هنگام برای یک رژیم خاص شبکه تنظیم شوند، در یک محیط شبکه غیرقابل پیش‌بینی مانند اینترنت بسیار بهتر از پروتکل‌های حالت سخت رفتار می‌کنند.